# エベン・エツベス
エベン・エツベス（Eben Etzebeth、1991年10月29日 - ）は、ユナイテッド・ラグビー・チャンピオンシップシャークスに所属するラグビーユニオン選手。

## プロフィール
- 南アフリカ・ケープタウン出身。
- ポジションはロック(LO)[1]。
- 南アフリカ代表キャップの最多記録を持つ（2024年9月29日現在）[2]。
- ラグビーワールドカップ2015・ラグビーワールドカップ2019の南アフリカ代表に選ばれた[3]。
- バーバリアンズに選ばれたことがある[4]。
- U20南アフリカ代表に選ばれたことがある[5]。

## 略歴
ウェスタン・プロヴィンス、ストーマーズを経て、2015年、NTTドコモレッドハリケーンズ(現・NTTドコモレッドハリケーンズ大阪)に加入。同年11月14日に行われたジャパンラグビートップリーグ第1節のコカ・コーラレッドスパークス戦に途中出場で日本での公式戦初出場を果たした。
2016年、NTTドコモレッドハリケーンズを退団後、2019年、RCトゥーロンに加入。
2022年、シャークスに加入。
2024年9月22日、ザ・ラグビーチャンピオンシップ2024のアルゼンチン代表戦で、127キャップを獲得。ヴィクター・マットフィールドが持つ最多記録に並んだ。同28日、同じくアルゼンチン戦で128キャップとなり、南アフリカ共和国代表の最多記録となった。

## 受賞歴
- ワールドラグビー男子15人制ドリームチーム:2021年[11]